# Бактериальный ожог плодовых культур

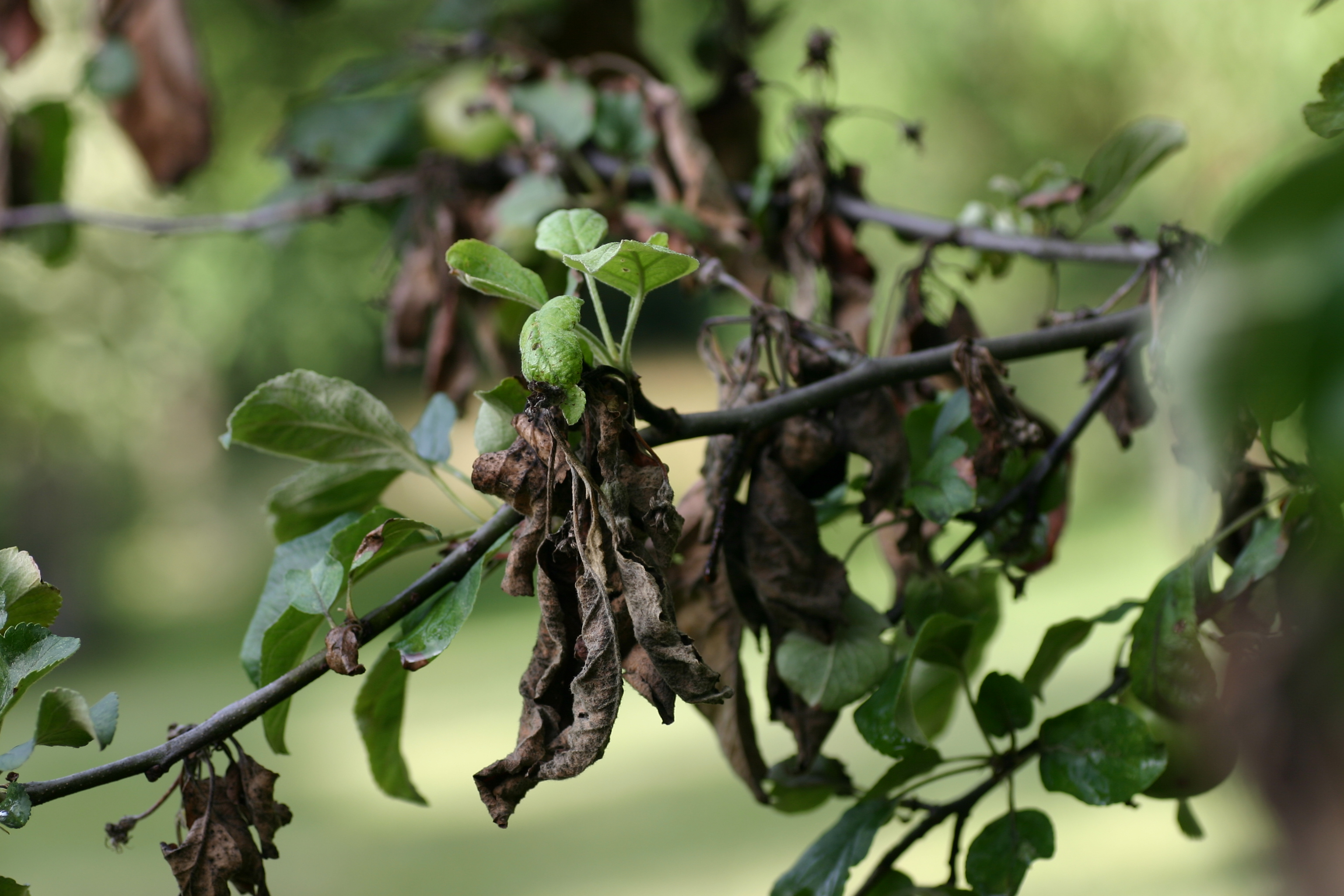
Бактериальный ожог на яблоне

Бактериа́льный ожо́г плодо́вых культу́р — опасное инфекционное заболевание культурных и дикорастущих растений семейства розоцветных, вызываемое бактерией из рода эрвиний Erwinia amylovora. Родиной возбудителя считается Северная Америка, откуда он широко распространился по всему миру.

## Морфологические и культуральные свойства возбудителя
Erwinia amylovora представляет собой подвижные (при помощи жгутиков) палочки, расположенные одиночно или короткими цепочками. Размер 0,7—0,1 × 0,9—1,5 мкм. Спор и капсул не образует. Грамотрицательные аэробы или факультативные анаэробы. Не устойчивы к кислотам. Оптимальная температура для развития 30 °С, погибают при 43,7 °С. В чистых культурах могут иметь две формы: гладкую авирулентную и складчатую вирулентную.
На мясо-пептонном агаре Erwinia amylovora образует небольшие круглые с ровными краями блестящие колонии белого (иногда опалесцентно-белого) цвета. Консистенция маслянистая. На мясо-пептонном бульоне образует небольшую зернистую плёнку. Лакмусовое молоко не окрашивает, нитраты не восстанавливает, крахмал не разлагает. Сероводород, индол и аммиак не образует. Почти не растёт на средах Ушинского и Кона.

## История распространения
Первые случаи заболевания плодовых деревьев были отмечены в штате Нью-Йорк в конце XVIII века. Болезнь распространилась также в Канаде, Мексике, Чили, Гватемале. Проникновение в Европу датируется серединой 1950-х годов. В Англии заболевание впервые отмечено на грушах в графстве Кент в 1957 году. На континенте — в Польше на грушевых деревьях в 1966 году. В 2005 году очаги поражения бактериальным ожогом отмечались в большинстве стран Европейского Союза — от Кипра на юге, до Швеции на севере, а также вне Евросоюза (Армения, Египет, Израиль, Иордания, Ливан, Норвегия, Швейцария, Турция, Украина). В Белоруссии впервые выявлено в 2008 году. В восточной Азии, Новой Зеландии, Австралии достоверно не обнаружено, хотя карантинные меры по этому заболеванию были основной причиной 90-летнего эмбарго на импорт новозеландских яблок в Австралию, отменённого решением ВТО в августе 2010 года.
В России до недавнего времени заболевание отсутствовало, но, согласно данным Всероссийского центра карантина растений, к 2009 году очаги бактериального ожога выявлены в Калининградской, Самарской, Воронежской, Белгородской и Тамбовской областях, а также в Карачаево-Черкесии. В 2009 году очаги поражения найдены на груше в Хвалынском районе Саратовской области. В том же году заболевание перенесено из группы «отсутствующие на территории России» в группу «ограниченно распространённые на территории России».

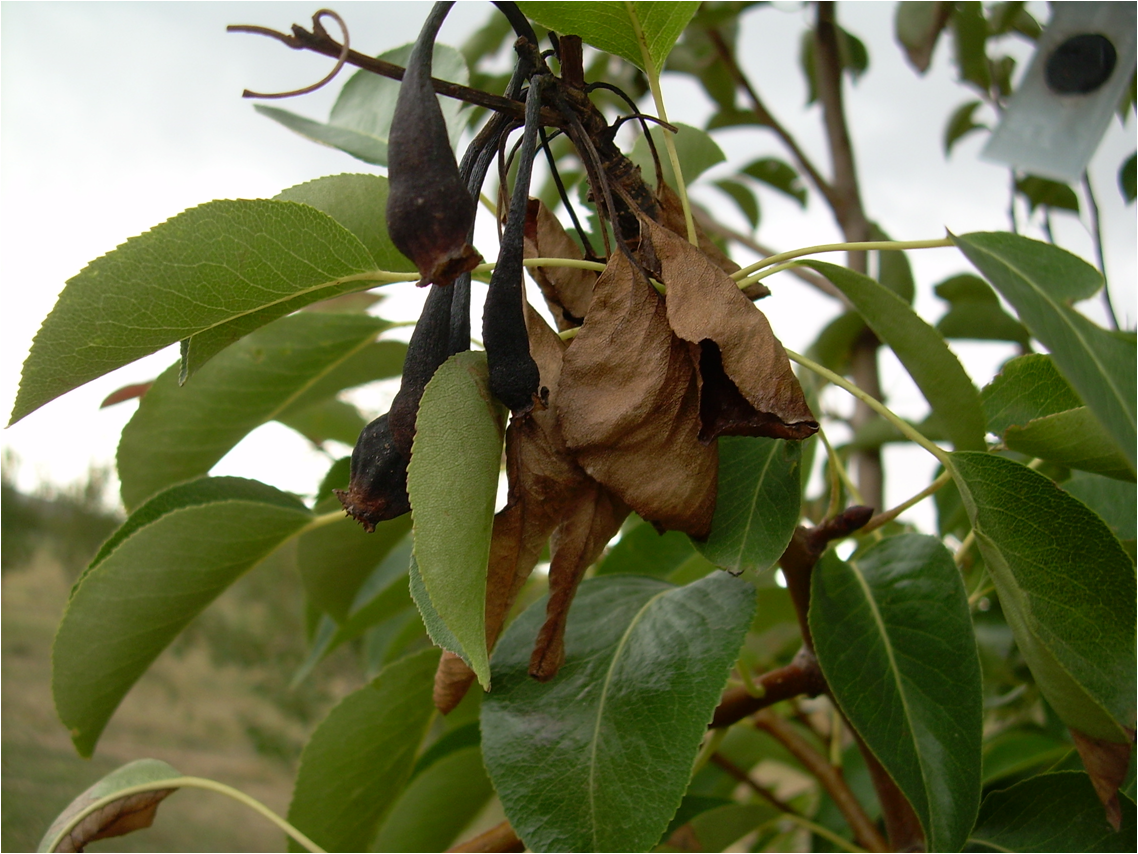
Груша, поражённая бактериальным ожогом

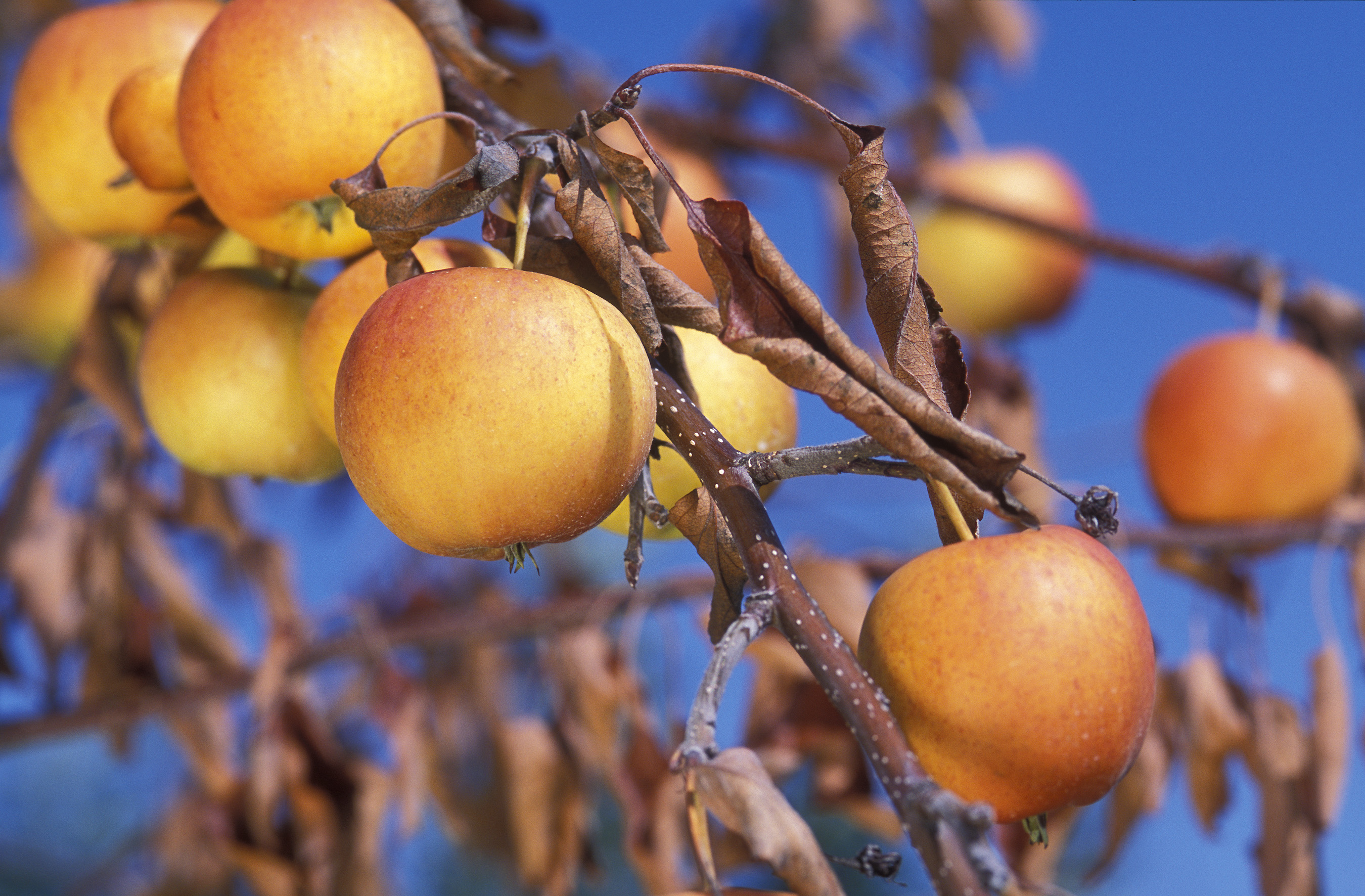
Яблоня сорта Gala с усохшими в результате заболевания листьями

## Растения-хозяева
Возбудитель поражает культурные и дикорастущие растения семейства Розоцветные.
Наименее устойчивы к поражению кизильник и груша.
Восприимчивы к заболеванию боярышник, айва, яблоня, пираканта, мушмула, рябина. Быстрое распространение возбудителя в пределах Великобритании связано именно с боярышником, который был посажен вдоль автомобильных и железных дорог.
Почти не поражаются ирга, земляника, малина, роза, вишня, слива, черешня, абрикос.

## Цикл развития болезни
Первичная инфекция развивается обычно весной, во время цветения. Бактерии могут попасть на цветок с пыльцой или с частичками экссудата. Агентами переноса могут быть насекомые, птицы, дождевая и поливная вода, ветер. При атмосферной влажности около 70 % и температуре воздуха выше 18 °C бактерии быстро размножаются, продвигаясь по тканям в ветви. Ветви могут быть заражены также через повреждения листьев и коры, поэтому особенно опасен град, вызывающий множественные травмы растений. Источником для дальнейшего распространения заболевания служат инфицированные растения, черенки, плоды, садовый инструмент, тара. Следующей весной из некротических язв выделяется вязкий экссудат, который вытягивается в тонкие нити, легко переносимые ветром. Таким образом цикл заражения возобновляется.

## Признаки поражения
Общая картина поражения плодовых деревьев включает увядание и гибель соцветия, усыхание и скручивание листьев, плодоножек, некротические мокнущие язвы на коре, выделение экссудата на больных побегах. Усохшие цветы и листья не опадают.
Для подтверждения наличия возбудителя Erwinia amylovora требуется проведение лабораторных анализов, которые выполняются карантинными службами. Для анализа следует брать кончики усохших побегов, кору дерева на границе поражённого участка, частицы экссудата. Методы анализа включают в себя посев на мясо-пептонный агар с последующим пересевом на дифференцирующую среду Кинга. Таким путём удаётся отличить бактерии из рода Pseudomonas (окрашивают среду в зелёный цвет) от Erwinia amylovora, которые не вызывают окрашивания. Другие используемые методы: окраска по Граму, реакция сверхчувствительности по Клементу, молекулярные методы.
Одним из основных методов диагностики является тест на патогенность, который ставят на незрелых плодах груш: бактериальную суспензию наносят на повреждённые булавкой плоды и инкубируют два дня во влажной камере. Контролем являются плоды груш, также проколотые булавкой, но вместо суспензии на них наносится стерильная вода. Положительным тест считается, если на инфицированных грушах появляется молочно-белый экссудат. Бактерии рода Pseudomonas поражают плоды без выделения экссудата.

## Методы борьбы с распространением заболевания
Для предотвращения или уменьшения скорости распространения бактериального ожога проводят комплекс фитосанитарных мероприятий, включающий в себя запрет на ввоз посадочного материала из зон распространения заболевания, корчевание и сжигание на месте сильно поражённых деревьев.
При незначительном поражении отдельных веток бактериальным ожогом проводят пятикратную обработку бордоской жидкостью в период цветения плодовых деревьев или растворами антибиотиков (стрептомицином или окситетрациклином). Однако в ряде питомников, где такая обработка проводилась регулярно (в штатах Вашингтон и Калифорния), отмечено появление устойчивых штаммов Erwinia amylovora. Поздно осенью делают обрезку отдельных веток на расстоянии 20 см от места поражения.
В качестве профилактики рекомендуют проводить выкорчёвывание дикорастущих плодовых и боярышника, на которых может сохраняться возбудитель. К профилактическим мерам также относят выбор устойчивых сортов.